# Louis Hirsch
Louis Hirsch est un banquier et collectionneur d'œuvres d'art français né le 9 novembre 1862 à Paris et mort le 31 août 1932 au Chesnay.
Il a épousé Alice Hirsch. Il est le père de Madeleine de Gunzburg, André Louis-Hirsch et Robert Hirsch, dit Borel.
Il est enterré à cimetière de Montmartre.
Une partie de sa collection a été saisi à Paris par l'armée allemande sous l'occupation en 1942.

## Collection
Une partie de la collection Louis Hirsch aurait été vendue à l'hôtel Drouot à Paris les 5 et 6 décembre 1912. 
- L'Inondation à Port-Marly par Alfred Sisley, 1876 (vendu à Drouot, 5-6 décembre 1912).
- Soleil de Printemps - Le Loing par Alfred Sisley, 1892. Après une demande à un collectionneur japonais inconnu, le tableau a été restitué le 24 mars 2004, après une procédure litigieuse. Il est remis à la famille de Louis Hirsch le 18 juin lors d'une cérémonie à Paris[3] et mis en vente le 3 novembre de cette même année[4].